# Juantxu Olano
Juan José Olano Mesanza, "Mongol" , (Bilbao, 19 de enero de 1963 es un músico español, bajista de la extinta banda de rock and roll Platero y Tú, y que actualmente forma parte, junto con el batería Jesús García (también ex de Platero y Tú), de la banda La Gripe.
A finales de los años 80 formó junto a 3 amigos más: Fito Cabrales, Iñaki Antón y Jesús García la banda Platero y Tú que fue creciendo disco a disco hasta gozar de gran popularidad dentro del rock español desde mediados de los años 90. Después de firmar 8 álbumes la banda se separó en 2002 y cada miembro de la misma seguiría ligado al mundo del rock a través de diferentes proyectos. Juantxu formaría junto a Jesús y a Txema Olabarri (ex-Sedientos) una nueva banda que llevaría por nombre La Gripe. Siempre desde su bajo, Juantxu ha continuado sacando discos y realizando múltiples conciertos por todo el territorio nacional.

## Discografía

### Con Platero y Tú
- Voy a acabar borracho, LP, (1991), Welcome Records. Remasterizado en CD por DRO en 1996.
- Burrock'n roll, LP y CD, (1992), DRO. Reedición de maqueta autoeditada en 1990.
- Muy deficiente, LP y CD, (1992), DRO.
- Vamos tirando, LP y CD, (1993), DRO.
- Hay poco rock & roll, CD, (1994), DRO.
- A pelo, en vivo, 2 CD, (1996), DRO. Edición 1 CD en 1997.
- 7, CD, (1997), DRO.
- Correos, CD, (2000), DRO.
- Hay mucho rock'n roll, Volumen I, CD, (2002), DRO.
- Hay mucho rock'n roll, Volumen II, CD, (2005), DRO.

### Con La Gripe
- Empapado en sudor, DRO, 2004.
- Animal, DRO, 2007.
- Tu infierno, Autoeditado, 2022.